# Tramacastilla de Tena
Pour l’article homonyme, voir Tramacastilla.
Tramacastilla de Tena (Tramacastiella de Tena en aragonais) est une localité espagnole appartenant à la municipalité de Sallent de Gállego, dans la comarque d'Alto Gállego, dans la province de Huesca, en Aragon.